# Zdziebel
Zdziebel (628 m) – szczyt w południowo-wschodniej części Beskidu Andrychowskiego (Beskid Mały). Znajduje się w południowo-wschodnim grzbiecie Smrekowicy (885 m), który poprzez Czarną Górę (808 m) i Zdziebel opada do doliny Kocońki na granicy wsi Las i Kuków. Zdziebel jest zwornikiem dla dwóch krótkich bocznych grzbietów:
- południowo-zachodni ze szczytem Kamienicy (także Kamienna Góra, 611 m),
- południowo-wschodni ze szczytem Ubocz[3]

Zdziebel znajduje się w granicach wsi Kuków w województwie małopolskim, w powiecie suskim, w gminie Stryszawa. Nie przebiega przez niego żaden znakowany szlak turystyczny, są na nim jednak wydeptane ścieżki i liczne polany widokowe, szczególnie na zboczach południowp-wschodnich. Na północnych stokach znajdują się niewielkie skałki.